# Heike Wilms-Kegel
Heike Wilms-Kegel (* 19. Oktober 1952 in Bremen) ist eine deutsche Politikerin (Bündnis 90/Die Grünen und FDP).

## Ausbildung und Beruf
Nach dem Abitur 1971 am Gymnasium Tannenbusch in Bonn begann Heike Wilms-Kegel ein Studium der Medizin an der Universität Bonn, welches sie 1979 mit der Approbation beendete. Danach war sie als Assistenzärztin in der Chirurgie und von 1980 bis 1982 in der Radiologie, Strahlentherapie und Onkologie tätig. Anschließend war sie bis zu ihrem Einzug in den Bundestag Abteilungsärztin an der psychosomatischen Fachklinik Bad Tönisstein.  Nach ihrem Ausscheiden aus dem Bundestag wurde Wilms-Kegel Direktorin bei CARE Deutschland in Moskau; danach leitete sie von 1991 bis Mitte 1997 die Abteilung "Gesundheitspolitik und Kommunikation" der Firma Upjohn GmbH in Heppenheim. 1997 wurde sie Geschäftsführerin des Deutschen Heilbäderverbandes.

## Politik
Heike Wilms-Kegel wurde 1983 Mitglied der Partei Die Grünen.  Von 1987 bis 1990 war sie für ihre Partei Mitglied des Deutschen Bundestages. Sie zog über die Landesliste Rheinland-Pfalz ins Parlament ein. Dort war sie Vorsitzende im Ausschuss für Jugend, Familie, Frauen und Gesundheit und für ihre Fraktion gesundheitspolitische Sprecherin. Nach der Bundestagswahl 1990 wechselte sie in die FDP.